# Neoneura rurriventris
Neoneura rurriventris är en trollsländeart som först beskrevs av Selys 1860.  Neoneura rurriventris ingår i släktet Neoneura och familjen Protoneuridae. Inga underarter finns listade i Catalogue of Life.